# Club Sportivo, Social y Cultural Chacra 8
El Club Sportivo, Social y Cultural Chacra 8, es una institución deportiva de la Ciudad de Formosa, capital de la provincia homónima, República Argentina. Es una institución polideportiva y su principal actividad es el fútbol. Con relación a este deporte, el club está afiliado a la Liga Formoseña de Fútbol, entidad de la que se proclamó campeón en seis oportunidades, las cuales le valieron participaciones en categorías del ascenso nacional.
Fue fundado el 8 de agosto de 1941 y representa al Barrio San Miguel de la capital formoseña. Su nombre se debe al antiguo nombre con el que se conocía al Barrio San Miguel, ya que cuando se realizó la primera mensura de la Ciudad de Formosa, al lote que comprende el actual barrio San Miguel se lo denominó "Chacra 8", por tal motivo, los fundadores del club decidieron utilizar ese nombre para bautizar a su institución.
Sus partidos los oficiaba de local en el Estadio Desiderio Ibarra, ubicado en la intersección de las calles Lorenzo Winter y Carlos Brunelli, mientras que su sede social se encuentra en la esquina de Avenida González Lelong y calle República Oriental del Uruguay. Desde 2022, el estadio se encuentra cerrado, por llevarse a cabo en el mismo, obras de demolición y remodelación.
Este club supo ser campeón en seis oportunidades de la Liga Formoseña de Fútbol, llegando a participar en 5 oportunidades en el Torneo del Interior. Al mismo tiempo, es uno de los clubes más tradicionales del ámbito capitalino, siendo amplio representante del Barrio San Miguel. 
Su clásico rival es el Club Sol de América, equipo que también fue fundado en el Barrio San Miguel y con el cual animan el "Clásico del Barrio San Miguel".

## Estadio
Para sus partidos de Primera División, el Club Chacra 8 oficiaba de local en el Estadio Desiderio Ibarra, ubicado sobre la calle Lorenzo Wintter de la capital formoseña. Este estadio, posee capacidad para 1500 personas y se halla en una parcela delimitada por las calles Wintter y una prolongación de la calle Carlos Brunelli, la cual es cortada por el propio estadio. Posee una capacidad de aforo de 1500 espectadores, mientras que lleva su nombre en homenaje al primer presidente de la institución. Detrás de la tribuna oeste y literalmente separado por una medianera, se encuentra una cancha auxiliar, propiedad del Club Sol de América.
Desde 2022, el club encara una serie de obras de refacción de su estadio, con el fin de amplificar su capacidad y brindar mayores comodidades a sus espectadores. Las obras cuentan con apoyo del Gobierno Provincial, encabezado por Gildo Insfran. Tales obras fueron presentadas en su momento al Gobernador por parte de la dirigencia encabezada por Ángel Molas en 2015, sin embargo, las obras recién comenzaron a iniciarse en 2022, ya con Marcelo Lelieur en la presidencia del club.

## Palmarés
- Liga Formoseña de Fútbol: 6 (1961, 1971, 2001, 2002, 2003, 2009)

## Participaciones a nivel nacional
- Torneo Argentino B: 2 (2001-02, 2003-04)
- Torneo del Interior: 4 (2005, 2006, 2010, 2012)
- Torneo Federal C: 1 (2015)
- Torneo Regional Federal Amateur: 1 (2022-23)

## Logotipo
El logotipo principal del Club Chacra 8, consta de una estrella de 5 puntas con fondo y borde externo en color rojo y una línea intermedia, entre dicho borde y fondo, en color blanco, figurando en el centro de la estrella, una letra C y el número 8, en trazo grueso de color blanco, mientras que una letra H en trazo fino de color blanco, se encuentra circundada dentro de la letra C.
Este logotipo, suele ser acompañado por inscripciones como el nombre completo del club, o bien las iniciales CSSyC Chacra 8 circunvalando la estrella. También se lo suele adornar con laureles circundantes, o bien con estrellas doradas, las cuales representan los títulos obtenidos por el club en la Liga Formoseña de Fútbol.